# Studio des Ursulines
Pour les articles homonymes, voir Ursuline (homonymie).
Le Studio des Ursulines est une salle de cinéma du 5e arrondissement de Paris, située au 10, Rue des Ursulines (Paris).
La salle est classée « art et essai ».

## Histoire

### Création
En 1925, les comédiens Armand Tallier et Laurence Myrga choisissent l'ancienne salle des concerts Colonne dans la petite rue des Ursulines pour installer un nouveau type de cinéma, destiné à projeter des films d’avant-garde, à un public éveillé et cultivé : c’est ainsi que naît le cinéma d’avant-garde en France, et qu’apparaît la première salle de cinéma « spécialisée », précurseur des salles « art et essai ».
Le Studio des Ursulines présente sa première séance le 21 janvier 1926 ; dans le public on reconnaît entre autres André Breton, Man Ray, Fernand Léger, René Clair, Robert Desnos. Au programme de cette première séance, sont notamment projetés Entr'acte de René Clair, ou La Rue sans joie de Georg Wilhelm Pabst.

### Scandale de 1928
La salle est le cadre, le 9 février 1928, de la première du film La Coquille et le Clergyman de Germaine Dulac, d'après un scénario d'Antonin Artaud, qui est chahutée par les surréalistes, André Breton et Louis Aragon en tête. Ce scandale entraîne une bagarre et l'arrêt de la projection. Armand Tallier ne fait pas appel à la police et reprend la programmation du film quelques semaines plus tard.
Armand Tallier représente alors le cinéma du cœur et de l’esprit plus que le cinéma de l’argent.

### Années 1950: participation à la création de l'AFCAE
Armand Tallier est associé, dans les années 1950, à la création du mouvement « art et essai », avec la naissance de l’Association française des cinémas d'art et d'essai (AFCAE) en 1955 : en décembre 1955, les statuts de l’AFCAE sont adoptés et cinq salles y adhèrent dont le Studio des Ursulines.

### Le Studio des Ursulines auXXIesiècle
Depuis mars 2003, la programmation du Studio des Ursulines est majoritairement destinée en journée à l'art et essai « Jeune public », et en soirée au cinéma d'animation et/ou à des rencontres de type ciné-club.

## Dans la fiction
- Dans le roman Les Raisins verts (1950) de Pierre-Henri Simon, Denis Van Smeevorde se rend un soir au Studio des Ursulines pour y voir la présentation d'un film soviétique.
- Une des dernières scènes du film Jules et Jim (1962) se déroule au Studio des Ursulines, où les trois héros se rencontrent par hasard.
- La fin du film Chantrapas (2010) et une scène de Après Mai (2012) ont été tournées au Studio des Ursulines.

## Accès
Le Studio des Ursulines est accessible par la ligne B du RER à la gare du Luxembourg et par la ligne de métro 7 à la station Place Monge.

### Filmographie
- Tumulte aux Ursulines, d'Alexandre Deschamps, Nicolas Droin, Laurent Navarri, 15 minutes, 2007, entretien entre Alain Virmaux et Prosper Hillairet, au Studio des Ursulines, sur le chahut de la première de La Coquille et le Clergyman.